# 叢書
丛书（book series）是指有某些关系的一组书籍。丛书有可能是一个作者写的，也有可能是一个出版社出版的。叢書是「薈萃古人書，並為一部而以己意名之」。

## 定义
丛书通常都有一个共同的情节设置。有些作品是没有先后顺序的，可以以任何顺序阅读；有的必须以顺序阅读。它们大多数是小说，尤其是在冒险小说、科幻小说和惊悚小说。一年出版一次的一组书籍称为期刊，它大多数时候是杂志，也是一种丛书。

## 關連項目
- 文庫集
- 文庫本
- 專題論集（英语：Monographic series）
- 大河小說